# Brusselse gewestverkiezingen 2004/Kandidatenlijst/VLD-Vivant
Dit is de kandidatenlijst van het kartel VLD-Vivant voor de Brusselse gewestverkiezingen van 2004.

## Effectieven
1. Guy Vanhengel
2. Jean-Luc Vanraes
3. Carla Dejonghe
4. René Coppens
5. Els Ampe
6. Benoit Berben (Vivant)
7. Mady Novalet-Van Vooren
8. Jan Gypers
9. Yvonne Smekens
10. Olivier Cuvelier
11. Karine Molineaux-Loobuyck
12. Stefaan Van Hee
13. Christa Debeck
14. Johan Basiliades
15. Arlette Baeyens-Verkruyssen
16. Mireille De Winter-Corteville
17. Bart Eeman

## Opvolgers
1. René Coppens
2. Julien Meganck
3. Dominique Bernard
4. Nele De Smet
5. David Steegen
6. Caroline Jansen
7. Sigurd Vangermeersch
8. Wim Morias
9. Greet Bonte
10. Simonne Janssens
11. Bob Delafaille
12. Daisy Naeyaert
13. Jean Scheyvaerts
14. Luth Praet-Knockaert
15. Herman Mennekens
16. Annemie Neyts